# Cantó de Troyes-3
El cantó de Troyes-3 és un cantó francès del departament de l'Aube, situat al districte de Troyes. Compta amb part del municipi de Troyes.

## Municipis
- Troyes (part)

## Història
| Data d'elecció                           | Identitat           | Partit                     | Qualitat |
| ---------------------------------------- | ------------------- | -------------------------- | -------- |
| 1945-1949                                | M. Blanchon         | PCF                        |          |
| 1949-1967                                | Henri Tarré         | CNIP, després RI           |          |
| 1973-1992                                | Jacques Delhalle    | RPR                        |          |
| 1992-2004                                | Étienne Copel       | Divers droite, després UDF |          |
| 2004-                                    | Élisabeth Philippon | UMP                        |          |
| les dades anteriors no són pas conegudes |                     |                            |          |
|                                          |                     |                            |          |